# Éducation au Texas
Il existe 181 colleges et universités, ainsi que des dizaines d'institutions de recherche et de développement au Texas. La majorité des universités publiques appartiennent à six systèmes différents : université de Houston, université du Nord du Texas, université du Texas, université A&M du Texas, université d'État du Texas, et université Texas Tech. L'université du Texas à Austin, l'université A&M du Texas, l'université de Houston, et l'université du Nord du Texas sont les quatre plus grands établissements d'enseignement supérieur avec un total de 165 000 étudiants.
L'État compte également de nombreuses universités privées : parmi elles, l'université Rice est l'une des meilleures des États-Unis alors que l'université Southwestern est la plus ancienne du Texas.
Les écoles publiques de l'État sont administrées par l'Agence d'éducation pour le Texas. Le Texas est divisé en plus de 1000 districts scolaires (school districts). À côté du système scolaire public existent des écoles privées de toutes sortes. Elles ne dépendent pas de l'Agence d'éducation pour le Texas. Enfin, il existe très peu de restrictions sur l'enseignement à domicile (homeschooling).

## Enseignement primaire et secondaire

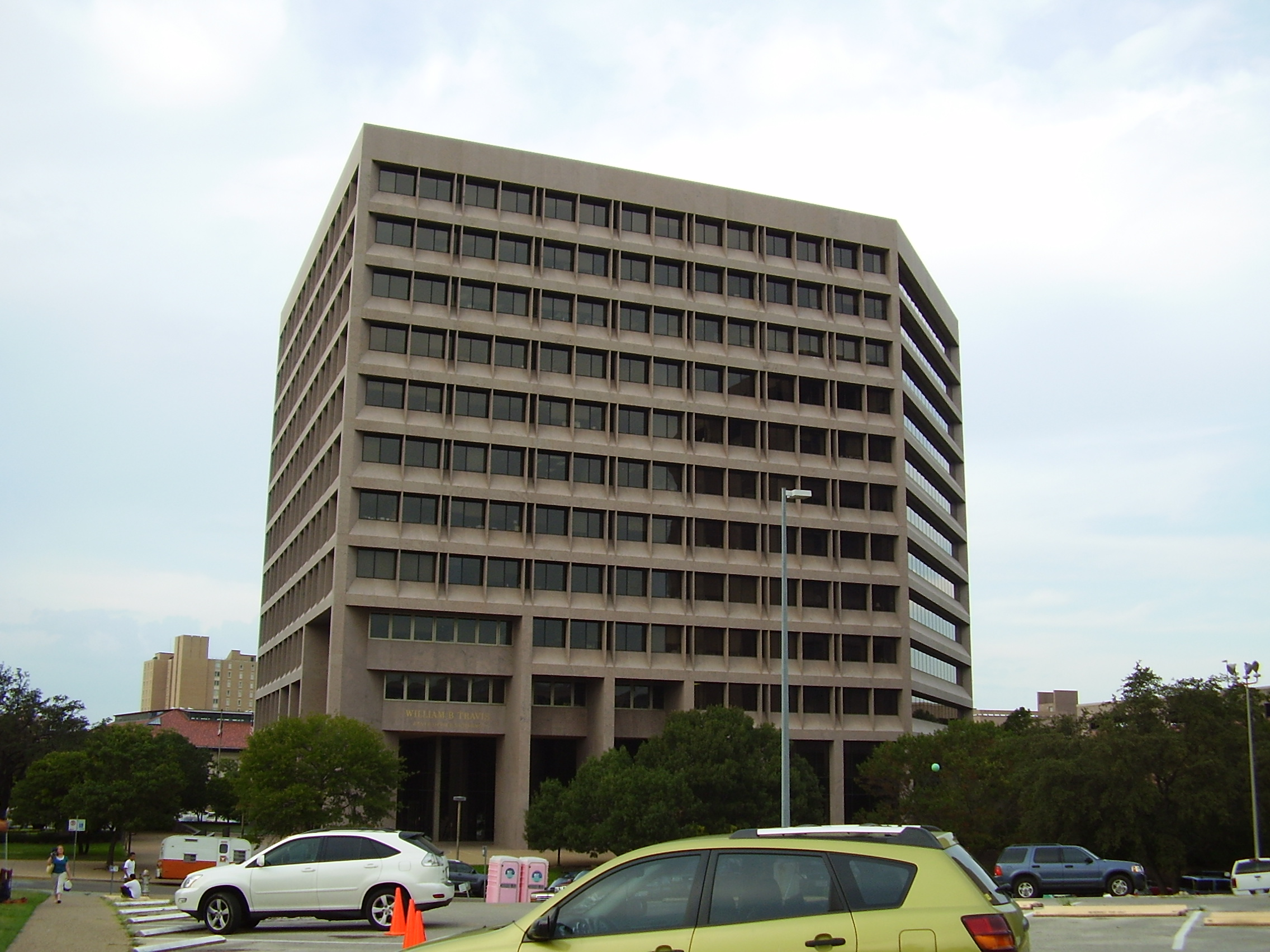
Le siège de l'Agence d'éducation pour le Texas est en William B. Travis State Office Building en Austin

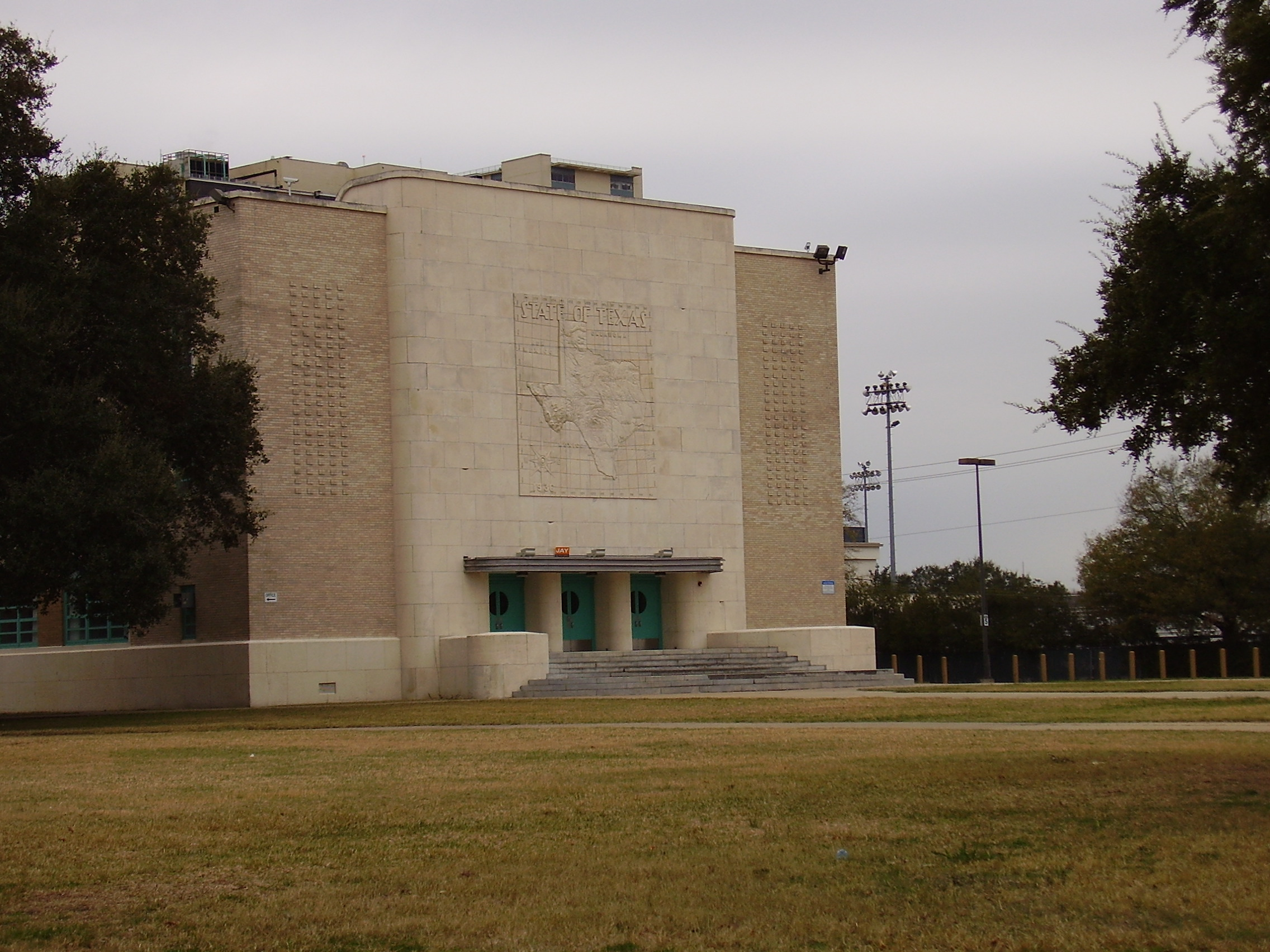
Lamar High School en Houston.

Le Texas est découpé en plus de 1000 districts scolaires dont le plus important est celui de Houston (Houston Independent School District) et le plus petit est le Divide Independent School District dans la campagne du sud du Texas. Les districts scolaires ne correspondent pas forcément aux limites administratives des communes et des comtés, à l'exception du Stafford Municipal School District. Ils ont le pouvoir de lever des impôts auprès de ses habitants.
Les écoles publiques de l'État sont administrées par l'Agence d'éducation pour le Texas, qui est divisé en 20 centres de service éducatif régionaux (Educational Service Center). Les écoles privées se concentrent essentiellement dans les aires métropolitaines : elles sont laïques, catholiques ou protestantes. Elles ne dépendent pas de l'Agence d'éducation pour le Texas et sont en principes libres du contenu des cours et des examens.
Il existe un examen le Texas Assessment of Knowledge and Skills (TAKS) qui vérifie les aptitudes des élèves texans dans les domaines de la lecture, de l'écriture, des mathématiques, des sciences et des sciences humaines.
Depuis 1997, chaque lycée, qu'il soit riche ou pauvre, peut envoyer à l'université les 10 % d'élèves les mieux notés et favoriser ainsi la promotion scolaire des plus défavorisés.
Le Texas est le deuxième État du pays par le nombre d’élèves inscrits dans les écoles, mais n’est classé qu’au 44e rang pour les sommes dépensées par élève. Le Parti républicain et le Tea Party s'opposent fermement à toute velléité d’amélioration du système éducatif public par le ministre de l’éducation. Pour Debbie Riddle, représentant du Texas à la Chambre des représentants du Texas, au sujet de l'idée selon laquelle les États-Unis devrait garantir l’accès de tous à l’école publique : « Cette idée vient de Moscou, de Russie. Elle provient des fournaises de l’enfer. C’est pour nous manipuler qu’on la présente comme une idée généreuse. »

## Enseignement supérieur

### Système de l'université de Houston

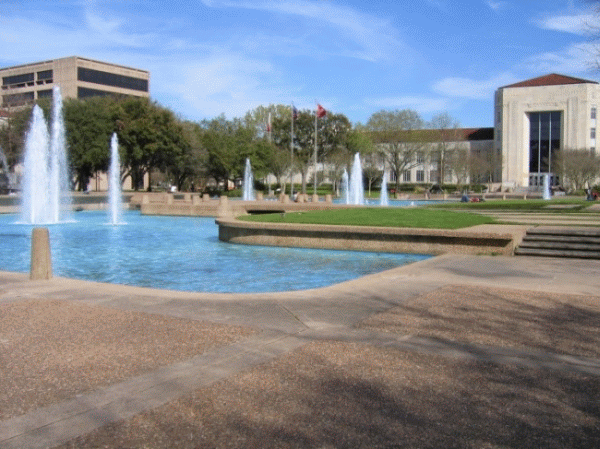
Université de Houston

Le réseau de l'université de Houston possède le plus grand système universitaire d'État du golfe du Mexique. Trois universités sont situées dans la ville de Houston. L'université de Houston proprement dite accueille plus de 36 000 étudiants. Elle s'est spécialisée dans la recherche sur les supraconducteurs, l'ingénierie biomédicale, l'économie, l'éducation, le pétrole. Elle possède en outre plus de 40 centres de recherche et d'instituts.

### Système de l'université du Nord du Texas
Le réseau de l'université du Nord du Texas possède trois établissement dans le nord du Texas dans l'agglomération de Dallas-Fort Worth. Le campus principal se trouve à Denton. UNT est considérée comme l'une des meilleures écoles de musique du pays [réf. nécessaire]. L'université est la quatrième du Texas par le nombre d'étudiants (34 500). Les domaines les plus importants sont le management, l'éducation, l'ingénierie, la musique et les sciences. Les établissements dépendants sont l'université du Nord du Texas à Dallas, le Centre des sciences de santé de l'université du Nord du Texas à Fort Worth, spécialisée dans l’ostéopathie.

### Système de l'université du Texas
Le réseau de l'université du Texas a été établi par la constitution du Texas en 1876 : il regroupe neuf universités et six institutions de santé. Il compte plus de 182 000 étudiants, un record aux États-Unis. La plus grande université du système est celle de l'université du Texas à Austin qui compte 50 300 étudiants. Elle fait partie des plus importantes universités américaines par le nombre d'inscrits. Elle propose sept programmes doctoraux. Quatre des sept écoles de médecine du Texas appartiennent à ce réseau : en 2004, l'École médicale du Sud-Ouest de l'université du Texas se classait au 12e rang des écoles de médecine du pays et quatre prix Nobel en sont issus.

### Système de l'université A&M du Texas
Le réseau de l'université A&M du Texas fut fondé en 1871 par le corps législatif du Texas. Il représente le deuxième plus grand système universitaire du Texas. Le campus central se trouve à College Station, et fut inauguré en 1876, ce qui en fait la plus ancienne université publique du Texas. Elle est la rivale de l'université d'État du Texas depuis le XIXe siècle.

### Université de Texas Tech

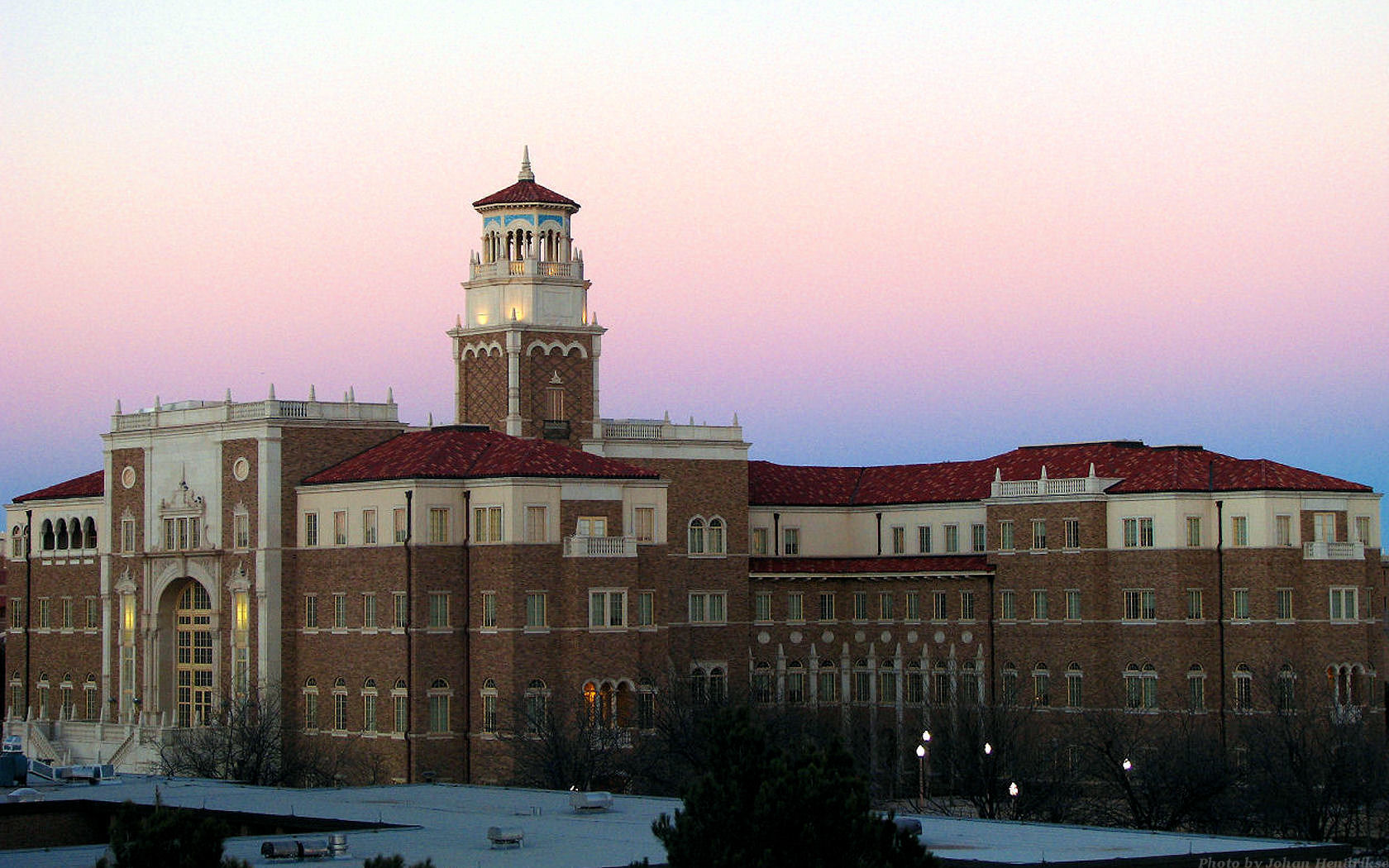
Université de Texas Tech

Le réseau de l'université de Texas Tech fut établi en 1996, même si l'université de Texas Tech à Lubbock existe depuis 1923. Il comprend :
- Angelo State University à San Angelo
- Texas Tech University à Lubbock (principal campus et instituts de recherche)
- Texas Tech University Health Sciences Center
- Texas Tech University Health Sciences Center Amarillo Campus
- Texas Tech University Health Sciences Center El Paso Campus
- Texas Tech University Health Sciences Center à Lubbock
- Texas Tech University Health Sciences Center Permian Basin Campus à Odessa
- Texas Tech University at Abilene
- Texas Tech University at Amarillo
- Texas Tech University at Fredericksburg
- Texas Tech University at Highland Lakes
- Texas Tech University Center at Junction.

Le réseau possède également des établissements en Europe (Quedlinburg (Allemagne) et Séville (Espagne)).

### Autres établissements à Dallas/Fort Worth

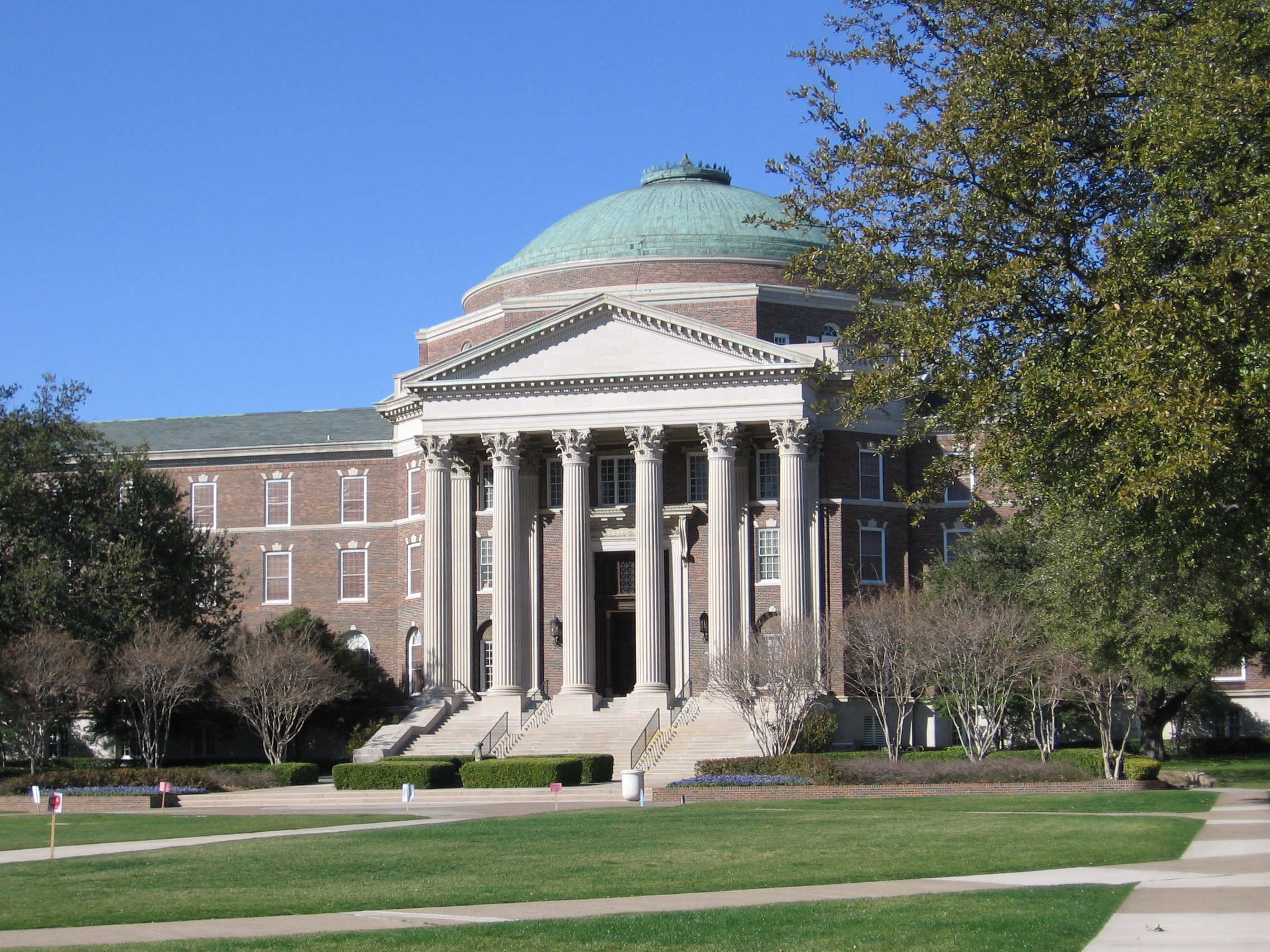
Université méthodiste du Sud

L'aire urbaine de Dallas/Fort Worth Metroplex possède trois établissement du réseau de l'université du Texas : 
- University of Texas at Dallas
- University of Texas at Arlington
- University of Texas Southwestern Medical School à Dallas.

La Texas Women's University à Denton, est la plus grande institution de ce type aux États-Unis. Les universités privées sont la Southern Methodist University (réputée pour son école de droit), l'université de Dallas, et l'université chrétienne du Texas.

### Autres établissements à Houston

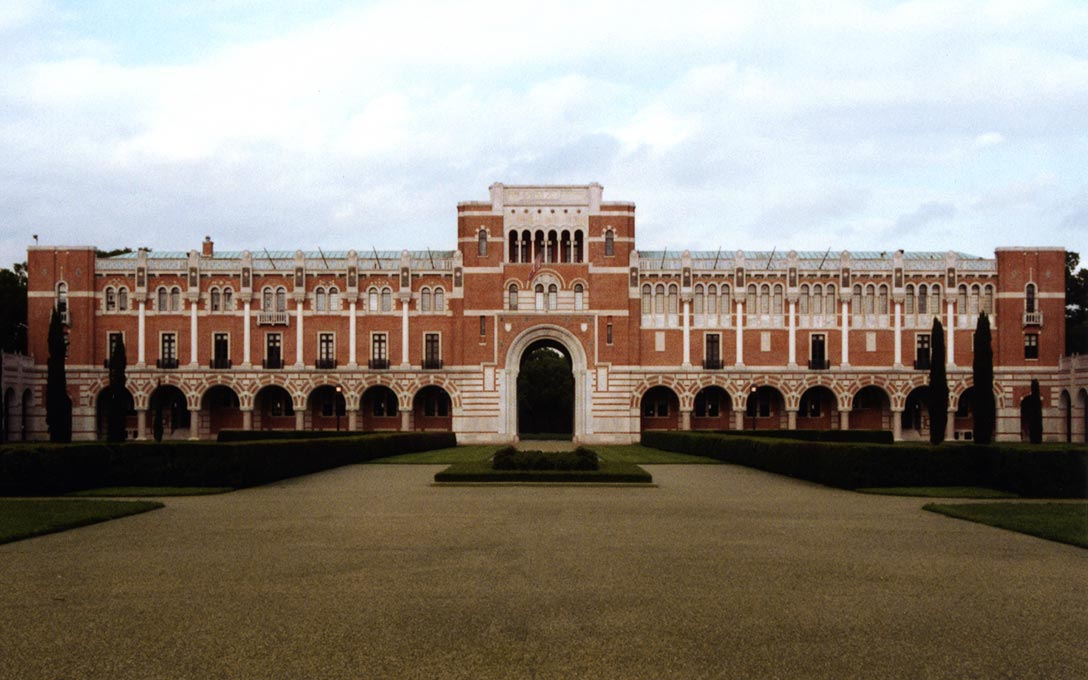
Université Rice

L'université Rice à Houston détient l'une des plus importantes dotations financières des États-Unis. Elle demeure l'une des principales institutions de recherche et travaille en collaboration avec le Houston Area Research Center.
L'University of St. Thomas fut fondée par la congrégation de saint Basile en 1947 : il s'agit d'une université catholique. Son président, l'archevêque J. Michael Miller appartient à la Curie romaine. Le campus de l'université abrite de nombreux bâtiments historiques comme le Link-Lee Mansion et la Hughes House (où a grandi Howard Hughes).
La Texas Southern University est la première université noire à accueillir une école de droit.

### Établissements de San Antonio
- Université du Texas à San Antonio,
- Université du Nord Texas Health Science Center,
- Trinity University,
- St. Mary's University,
- University of the Incarnate Word,
- Our Lady of the Lake University.

### Université Baylor

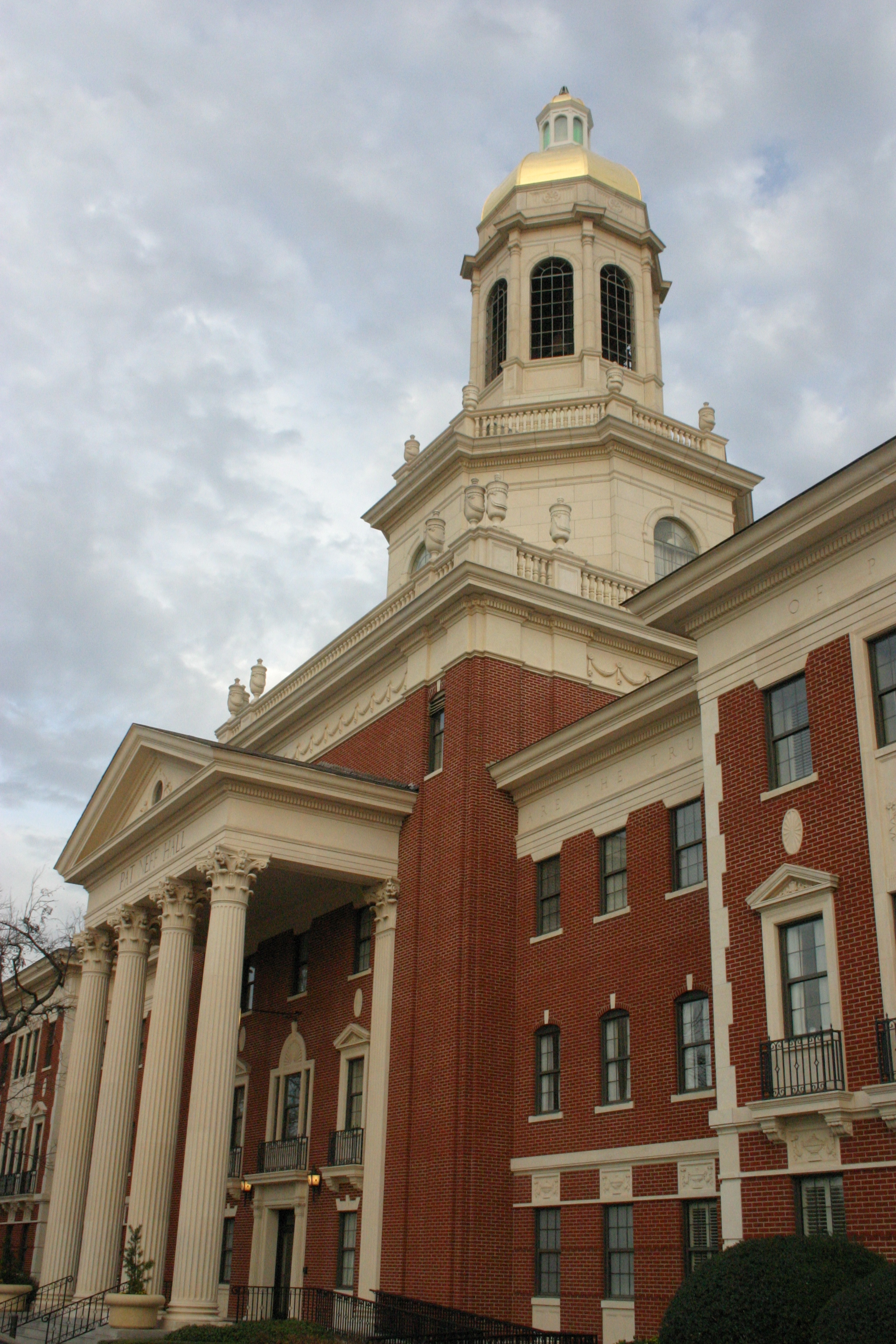
Université Baylor

L'université Baylor fondée en 1845 par la république du Texas est l'une des plus anciennes universités du Texas. Avec 14000 étudiants, elle se dit la plus importante université baptiste du monde. Son campus de 2,97 km2 est situé au sud du centre-ville de Waco.

### Recherche médicale

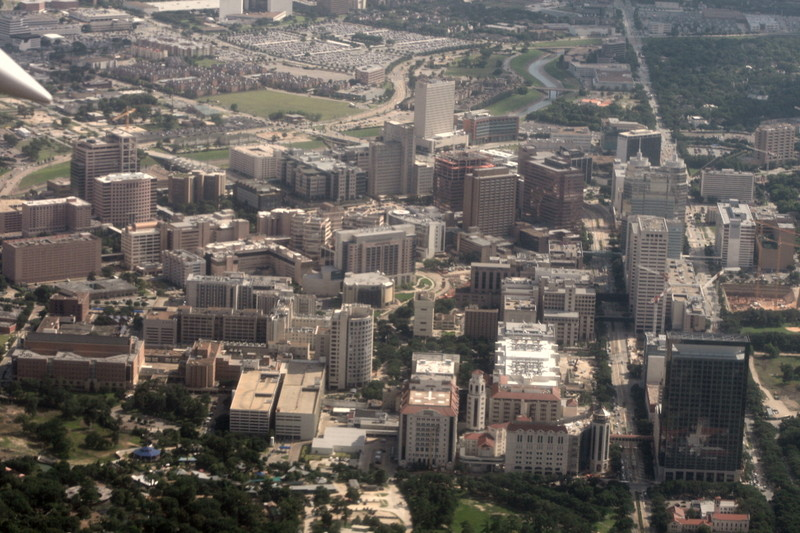
Aerial of Texas Medical Center in Houston

Plusieurs institutions de recherche médicale sont implantées au Texas : l'Èétat possède huit écoles de médecine, trois écoles de dentistes, et une d'optométrie. Le Texas a également deux Laboratoires P4, l'un à 
Galveston et l'autre à San Antonio.
Le Texas Medical Center de Houston représente la plus grande concentration mondiale d'institutions de recherche et de santé du monde avec 45 établissements. Le Texas Medical Center détient le record mondial de transplantations cardiaques. Le South Texas Medical Center de San Antonio est également une institution de recherche médicale réputée, tandis que Dallas accueille l'American Heart Association et l'University of Texas Southwestern Medical Center.
L'University of Texas Southwestern Medical School fait travailler de nombreux prix Nobel de médecine,. The University of Texas M. D. Anderson Cancer Center est l'un des principaux centres mondiaux de recherche contre le cancer.

## Liste des 15 premières universités par le nombre d'étudiants
| Top 15 à l'automne 2007 |                                                              |                 |          |
| Rang                    | Université                                                   | Lieu            | Effectif |
| 1                       | Université du Texas à Austin                                 | Austin          | 50 170   |
| 2                       | Université A&M du Texas                                      | College Station | 46 540   |
| 3                       | Université de Houston                                        | Houston         | 34 663   |
| 4                       | Université du Nord du Texas                                  | Denton          | 34 153   |
| 5                       | Université du Texas à San Antonio                            | San Antonio     | 28 533   |
| 6                       | Université Texas Tech                                        | Lubbock         | 28 260   |
| 7                       | Université d'État du Texas                                   | San Marcos      | 28 132   |
| 8                       | Université du Texas à Arlington                              | Arlington       | 24 888   |
| 9                       | Université du Texas à El Paso                                | El Paso         | 20 154   |
| 10                      | Université du Texas–Pan American                             | Edinburg        | 17 435   |
| 11                      | Université du Texas à Brownsville et Texas Southmost College | Brownsville     | 17 065   |
| 12                      | Sam Houston State University                                 | Huntsville      | 16 416   |
| 13                      | Université du Texas à Dallas                                 | Richardson      | 14 556   |
| 14                      | Université Baylor                                            | Waco            | 13 799   |
| 15                      | Université de Houston–Downtown                               | Houston         | 11 793   |

## Les 12 premières universités texanes par les dépenses de RD
| Institution                              | Dépenses de R&D en 2006 en dollars rang |    |
| ---------------------------------------- | --------------------------------------- | -- |
| Université du Texas à Austin             | 446,7 millions                          | 1  |
| Texas A&M University                     | 446,1 millions                          | 2  |
| Baylor College of Medicine               | 443,4 millions                          | 3  |
| UT M, D, Anderson Cancer Center          | 409,7 millions                          | 4  |
| UT Southwestern Medical Center at Dallas | 333,3 millions                          | 5  |
| UT Health Science Center à Houston       | 175,2 millions                          | 6  |
| UTMB                                     | 155,0 millions                          | 7  |
| UTHSCSA                                  | 139,8 millions                          | 8  |
| Université de Houston                    | 75,9 millions                           | 9  |
| Texas A&M Health Science Center          | 72,3 millions                           | 10 |
| Université Rice                          | 63,4 millions                           | 11 |
| Texas Tech University                    | 51,2 millions                           | 12 |

## Nombre de prix Nobel
- Université du Texas à Austin: 9
- University of Texas Southwestern Medical Center at Dallas: 5
- Texas A&M University: 4
- Université Rice: 3
- Université du Texas à Dallas: 3
- The University of Texas Health Science Center at Houston: 2
- Baylor College of Medicine: 2
- Southern Methodist University: 1
- Université de Houston: 1